# Imbrasia kasaiensis
Imbrasia kasaiensis är en fjärilsart som beskrevs av Eugène Louis Bouvier 1927. Imbrasia kasaiensis ingår i släktet Imbrasia och familjen påfågelsspinnare. Inga underarter finns listade i Catalogue of Life.